# タニプロン
タニプロン(Taniplon)は、非ベンゾジアゼピン系でイミダゾキナゾリン系の抗不安薬である。
タニプロンは、GABAA受容体のベンゾジアゼピン部位に強く結合し、動物で似たような抗不安効果を示すが、鎮痛剤や筋弛緩剤の効果は小さい。
ランソプラゾール の商品名の１つであるタケプロン（武田薬品工業）と名称が類似しているため、注意する。